# Замкнута траєкторія
За́мкнута траєкто́рія — в теорії динамічних систем, замкнутою траєкторією безперервної динамічної системи в багатовимірному фазовому просторі називається траєкторія, гомеоморфна колу.